# ME AND MY GIRL
ME AND MY GIRL은 1930년대의 런던을 배경으로 한 다카라즈카 가극단의 작품이다.
작곡은 노엘 게이,
개정은 스티븐 프라이
와
마이크 오크렌트가 담당했다.
UCC 우에시마 커피가 협찬하고 가극단의 첫 관공연(冠公演)으로써 상연되었다. 상연 전체에 UCC 우에시마 커피가 협찬사로 참가하고 있다.

## 상연 기록
1987년 - 1988년 츠키구미공연
- 1987년 5월 15일 - 6월 23일(신인공연：5월 26일)　다카라즈카 대극장
- 1987년 8월 2일 - 8월 30일(신인공연：8월 14일)　도쿄 다카라즈카 극장
- 1987년 11월 13일 - 12월 20일(신인공연：11월 27일)   다카라즈카 대극장
- 1988년 2월 3일 - 2월 11일　중일극장
- 1988년 3월 3일 - 3월 30일(신인공연：3월 11일)　도쿄 다카라즈카 극장

다카라즈카 가극의 동일한 조에서의 롱런 기록을 갱신.
형식명은 「UCC 뮤지컬」. 2장.
12월의 다카라즈카 대극장 공연때는 빌 역을 스즈카제 마요, 잭키 역을 츠루기 미유키가 맡는 역할바꿈 공연도 상연되었다.
11월의 신인공연때에는 당시 연1(입단 1년차)이었던 아마미 유키가 주연에 발탁되었다.
중일극장의 주요 출연자는 츠루기 미유키, 고다마 아이, 스즈카제 마요이다.
1995년 - 1996년 츠키구미 공연
- 1995년 8월 11일 - 9월 25일(신인공연：8월 29일)　다카라즈카 대극장
- 1995년 12월 1일 - 12월 26일(신인공연：12월 12일)　도쿄 다카라즈카 극장
- 1996년 2월 1일 - 2월 14일　중일극장

형식명은 「UCC 뮤지컬」. 2장.
다카라즈카, 도쿄 공연은 톱스타 아마미 유키와 톱 여역인 아사노 카요의 퇴단공연.
1996년에는 중일극장에서 선발 멤버로 공연. 쿠제 세이카, 카자하나 마이의 톱 콤비 프리 피로공연이다.
윤색, 연출을 담당한 오하라가 전년도에 작고하여 초연 당시 연출조수였던 미키 아키오가 윤색, 연출을 담당하였다. 이후는 미키가 계속하여 윤색, 연출을 담당하고 있다.
2008년 츠키구미 공연
- 2008년 3월 21일 - 5월 5일(신인공연：4월8일)　다카라즈카 대극장
- 2008년 5월 23일 - 7월 6일(신인공연：6월 3일)　도쿄 다카라즈카 극장
- 2008년 8월 1일 - 8월 24일　하카타좌

다카라즈카, 도쿄 공연의 형식명은 「UCC&섀디 뮤지컬」, 하카타좌에서는 「뮤지컬」.
대극장 공연은 94기생의 초무대이며 톱 여역인 아야노 카나미와 츠키구미 조장 이즈모 아야의 퇴단공연.
본공연은 잭키 역을 시로사키 아이와 아스미 리오가 역할바꿈으로 하였다.
이 공연에서는 UCC 우에시마 커피에 더해 섀디도 협찬에 참가했다
하카타좌 공연에서는 당시 2번수 스타였던 키리야 히로무가 주연, 상대역으로는 하자쿠라 시즈쿠가 발탁되었다
하카타좌 공연에서는 제랄드 역과 잭키 역을 류 마사키와 아스미가 역할바꿈으로 했다.
|                     | 잭키          | 소피아        |
| ------------------- | ------------- | ------------- |
| 3월 21일 - 3월 28일 | 아스미 리오   | 시로사키 아이 |
| 3월 29일 - 4월 13일 | 시로사키 아이 | 아스미 리오   |
| 4월 14일 - 4월 20일 | 아스미 리오   | 시로사키 아이 |
| 4월 21일 - 4월 26일 | 시로사키 아이 | 아스미 리오   |
| 4월 27일 - 5월 3일  | 아스미 리오   | 시로사키 아이 |
| 5월 4일 - 5월 5일   | 시로사키 아이 | 아스미 리오   |

|                     | 잭키          | 소피아        |
| ------------------- | ------------- | ------------- |
| 5월 23일 - 5월 26일 | 아스미 리오   | 시로사키 아이 |
| 5월 27일 - 6월 5일  | 시로사키 아이 | 아스미 리오   |
| 6월 6일 - 6월 13일  | 아스미 리오   | 시로사키 아이 |
| 6월 14일 - 6월 19일 | 시로사키 아이 | 아스미 리오   |
| 6월 20일 - 6월 28일 | 아스미 리오   | 시로사키 아이 |
| 6월 29일 - 7월 6일  | 시로사키 아이 | 아스미 리오   |

2009년 하나구미공연
- 7월.4일 - 7월 20일　우메다 예술극장 메인 홀

형식명은 「뮤지컬」。
선발 멤버로 상연. 처음으로 츠키구미 이외의 조에서 상연되었다.
존 경 역을 소 카즈호와 아이네 하레이가, 제랄드 역을 아이네와아사카 마나토가, 잭키 역을 소 카즈호와 아사카가 역할바꿈으로 연기했다.
|                                  | 존 경         | 제랄드        | 잭키          |
| -------------------------------- | ------------- | ------------- | ------------- |
| 4일 - 6일 10, 11일 14, 15일 19일 | 소 카즈호     | 아이네 하레이 | 아사카 마나토 |
| 7・8일 12, 13일 17, 18일 20일    | 아이네 하레이 | 아사카 마나토 | 소 카즈호     |

2013년 츠키구미 공연
- 5월 4일 - 5월 20일　우메다 예술극장 메인 홀.

형식명은 「뮤지컬」.
선발된 멤버로 상연
제랄드와 잭키를 미야 루리카와 나기나 루미가, 파체스타와 헤더 세트를 세이죠 카이토와 사오 쿠라마가 역할바꿈으로 하였다.
2016년 하나구미 공연
다카라즈카 대극장과 도쿄 다카라즈카 극장에서 상연。
- 4월 29일(금)-6월 6일((신인공연：5월 17일(화))　다카라즈카 대극장
- 6월 24일(금)-7월 31일(일)(신인공연：7월 7일(목))　도쿄 다카라즈카 극장

형식명은 「UCC 뮤지컬」。
존 경 역을 세리카 토아와 세토 카즈야가, 마리아 역을 오사키 아야카와 센나 아야세가, 제랄드 역을 세리카와 미나미 마이토가, 잭키 역을 유즈카 레이와 호즈키 안이, 파체스타 역을 유즈카와 오오토리 마유로 역할바꿈 상연을 했다.
신인공연 에서는 빌, 샐리, 존 경, 마리아가 더블캐스트로, 다카라즈카와 도쿄공연에서 1막과 2막의 배역을 바꿔서 상연. 제랄드와 잭키는 다카라즈카와 도쿄에서 배역을 바꿔 상연했다.
도쿄 다카라즈카 극장의 천추락 공연은 영화관에서 라이브 상영도 실시되었다.
|                                    | 존 경       | 재클린 (잭키) | 제랄드        | 파체스타      | 마리아 공작부인 |
| ---------------------------------- | ----------- | ------------- | ------------- | ------------- | --------------- |
| 4월 29일-5월 9일 5월 19일-5월 24일 | 세리카 토아 | 유즈카 레이   | 미나미 마이토 | 오오토리 마유 | 오사키 아야카   |
| 5월 10일-5월 17일 5월 26일-6월 6일 | 세토 카즈야 | 호즈키 안     | 세리카 토아   | 유즈카 레이   | 센나 아야세     |

|                                    | 존 경       | 재클린 (잭키) | 제랄드        | 파체스타      | 마리아 공작부인 |
| ---------------------------------- | ----------- | ------------- | ------------- | ------------- | --------------- |
| 7월 2일-7월 14일 7월 26일-7월 31일 | 세리카 토아 | 유즈카 레이   | 미나미 마이토 | 오오토리 마유 | 오사키 아야카   |
| 6월 24일-7월 1일 7월 1일-7월 24일  | 세토 카즈야 | 호즈키 안     | 세리카 토아   | 유즈카 레이   | 센나 아야세     |